# Ametryn
Ametryn ist eine organische Verbindung, die zu den Stickstoffheterocyclen und Thioethern gehört. Die Verbindung wurde erstmals 1964 von Geigy hergestellt.

## Darstellung
Die Verbindung wird üblicherweise durch nukleophile aromatische Substitution von Atrazin mittels Methanthiol und Natriumhydroxid als Base gewonnen. Möglich ist auch die Reaktion von Atrazin mit Natriumdisulfid in einer Lösung von Dimethylsulfat in Natronlauge.

## Verwendung
Ametryn ist ein Herbizid, welches gegen großlaubige Unkräuter und Gräser überwiegend auf Mais-, Ananas- und Zuckerrohrplantagen eingesetzt wird. Die Austragung erfolgt üblicherweise am Boden, seltener per Flugzeug. Das Herbizid wird von den Pflanzen über die Blätter und Wurzeln aufgenommen. In diesen bewirkt es vor allem eine Störung der Photosynthese.
In der EU und in der Schweiz sind keine Pflanzenschutzmittel mit diesem Wirkstoff zugelassen.